# L'Arbre en poche
Albums de Claire Diterzi
69 battements par minute
(2015)
L'Arbre en poche est un album musical de Claire Diterzi sorti le 26 janvier 2018 sur le label Je garde le chien en parallèle au spectacle théâtral et musical homonyme.

## Écriture de l'album et création du spectacle
L'album est le fruit d'une collaboration entre Claire Diterzi et le musicien contemporain et organiste Francesco Filidei – qui avait obtenu une résidence à la villa Médicis de Rome en même temps qu'elle – qui se sont très librement inspirés du roman Le Baron perché d'Italo Calvino. De plus en forme d'hommage, le titre « L'Arbre en poche » est la parfaite anagramme de « Le Baron perché ».
Le spectacle musical et théâtral – qualifié de « mini-opéra » – est créé en janvier 2018 au Théâtre Anne-de-Bretagne de Vannes sur une mise en scène de Fred Hocké (dramaturgie de David Sanson) avec le contre-ténor congolais Serge Kakudji, le comédien Alexandre Pallu, Claire Diterzi à la guitare/chant et six percussionnistes. Il est repris au Centquatre-Paris la même année puis part en tournée en France, avec notamment des représentations en 2019 à la Philharmonie de Paris,,.

## Titres de l'album
1. Je n'ai pas peur du froid – 2:23
2. Les Plis de mon âme – 3:08
3. Récitatif – 2:00
4. Embrase-moi sur la bûche – 4:37
5. Connais-moi toi-même – 2:10
6. À l'abri des flammes – 3:58
7. Le Refuge – 2:39
8. Pauvres Pêcheurs – 3:19
9. Lachrimae – 2:55
10. Sabat nature dolorosa – 5:01
11. Goldorak – 1:43
12. Tuko Bina Damu – 4:32

## Musiciens ayant participé à la création
- Claire Diterzi : chant, guitares
- Serge Kakudji : chant
- Percussions : Matthieu Chardon, Lucie Delmas, Stéphane Garin, Thibault Lepri, Lou Renaud-Bailly et François Vallet[3].